# Erich Lepkowski
Erich Lepkowski (* 17. September 1919 in Giesen, Ostpreußen; † 31. Mai 1975 in Braunschweig) war ein deutscher Offizier der Luftwaffe während des Zweiten Weltkriegs, zuletzt als Oberleutnant. Nach dem Krieg diente er in der Fallschirmjägertruppe der Bundeswehr, und wurde bis zum Oberstleutnant befördert. Er stellte unter anderem einen Weltrekord im Freifall-Fallschirmspringen bei Nacht aus großen Höhen auf.

## Leben

### Elternhaus und Jugendzeit
Lepkowski wuchs auf dem Bauernhof seiner Eltern Auguste und Johann im ostpreußischen Giesen, ab 1926 auf einem größeren Hof im nahe gelegenen Nussdorf auf. Von 1928 bis 1936 besuchte er die Nussdorfer Volksschule, doch musste er nach der Schule stets seinen Eltern auf dem Bauernhof helfen. 1936 und 1937 wurde er zum Reichsarbeitsdienst in Asbach (Westerwald) herangezogen und war 1938 und 1939 als Landjahrerzieher im brandenburgischen Luckau tätig.
Erich Lepkowski hatte einen fünf Jahre älteren Bruder, Hans, der am 1. Juli 1941 als Oberfeldwebel fiel.

### Zweiter Weltkrieg
Lepkowski wurde mit 20, kurz nach dem Ausbruch des Zweiten Weltkrieges, im Oktober 1939 zur Luftnachrichtentruppe der Luftwaffe eingezogen und meldete sich bald darauf zur Fallschirmtruppe.
Auf dem Fliegerhorst in Wittstock an der Dosse wurde er 1940 zum Fallschirmjäger ausgebildet und in das Fallschirmjäger-Regiment 2 versetzt. 1941 nahm er als Gefreiter an den Luftlandeoperationen im April am Kanal von Korinth und am Unternehmen Merkur teil, dabei wurde er am Unterschenkel verwundet. Danach folgte die Verwendung an der Ostfront, unter anderem in den Sümpfen am Wolchow, wo er bei einem Späheinsatz durch einen Granatsplitter über dem rechten Auge verwundet wurde.
Es folgten Einsätze ab 1943 in Afrika und in Italien. Die Beförderung zum Leutnant erfolgte im Oktober 1943 auf Betreiben von General Kurt Student. Am 25. Dezember 1943 erhielt er das Deutsche Kreuz in Gold. 1944 kam er abermals an die Ostfront, wo er mit Wirkung vom 8. August 1944 in „Würdigung seines heldenhaften Einsatzes im Südabschnitt der Ostfront“ mit dem Ritterkreuz des Eisernen Kreuzes ausgezeichnet wurde.
Kurz darauf wurde er mit seinem Regiment nach Frankreich verlegt, um bei der Abwehr der Operation Overlord und während der Schlacht um die Bretagne sowie bei der Verteidigung der von Hitler zur Festung ernannten Stadt Brest eingesetzt zu werden.
Als ein geflohener Angehöriger der Fallschirmtruppe meldete, dass er aus der Gefangenschaft französischer Partisanen der Forces françaises de l’intérieur (FFI), aus dem Dorf Brasparts, 50 km von den deutschen Linien entfernt entkommen sei, in dem sich noch 130 weitere deutsche Fallschirmjäger befänden, die misshandelt und hingerichtet werden sollten, wurde Lepkowski vom General der Fallschirmtruppe und Kommandant der Festung Hermann-Bernhard Ramcke mit der Befreiung beauftragt. Lepkowski stellte aus Freiwilligen seiner 5. Kompanie 40 Mann zur Befreiung der Gefangenen als Stoßtrupp zusammen.
Lepkowski nutzte erbeutete Lastwagen der Alliierten und drei erbeutete Panzer der US Army, die mit US-amerikanischen Symbolen, Flaggen und französischen Befreiungsparolen versehen waren. Die Freiwilligen waren in Kleidung der französischen Résistance gekleidet und trugen darunter Wehrmachtsuniformen, was als Halbtarnung bezeichnet wurde. Sämtliche Fahrzeugführer mussten gute Französischkenntnisse haben. Gefälschte schriftliche US-amerikanische Befehle, die deutschen Gefangenen den angeblichen alliierten Soldaten zu überlassen, wurden hergestellt.
In den frühen Morgenstunden des 16. August stieß Lepkowskis Truppe mit 18 Lastwagen und drei Panzern vor, während mehrere Fallschirmjägereinheiten Ablenkungsangriffe vornahmen. Die Truppe gelangte unerkannt durch mehrere Kontrollpunkte der US Army und der FFI bis nach Brasparts. Hier ließen Lepkowskis Männer in den Fahrzeugen ihre Verkleidung fallen und entsicherten ihre Waffen. Nachdem sich ungewollt ein Gewehrschuss gelöst hatte, sprangen die deutschen Soldaten von den Lastwagen und nahmen das Schulgebäude ein, in dem die deutschen Gefangenen einsaßen. Diesen gelang es, ihre Bewacher zu überwältigen und als Kriegsgefangene mitzunehmen. Sofort zogen sich die Deutschen mit ihren französischen Gefangenen in den Beutefahrzeugen zurück und durchbrachen mit ihren schweren Waffen die Linien der vergleichsweise gering bewaffneten FFI. Mit zunehmender Nähe zur Frontlinie wurde der Widerstand der FFI stärker, konnte jedoch die Deutschen nicht aufhalten. Die US-Einheiten waren noch immer in Gefechte mit den anderen deutschen Fallschirmjägern verwickelt, so dass Lepkowskis Truppe ohne eigene Verluste – bis auf drei leicht Verwundete – mit allen befreiten 130 (oder 144) deutschen Gefangenen und mit 15 gefangen genommenen französischen Soldaten (oder 21 FFI und 2 Zivilisten) in die Festung Brest gelangte. Bei den Kämpfen fielen 3 Résistance-Kämpfer in Brasparts, 6 in Tréhou und 16 in Irvillac. Lepkowski sorgte dafür, dass die Résistance-Kämpfer als reguläre Kriegsgefangene und nicht als Freischärler behandelt wurden. Insgesamt legten die Soldaten bei der Operation etwa 120 km zurück. Auf Veranlassung von General Ramcke erhielten sämtliche Teilnehmer der Befreiungsaktion das Eiserne Kreuz erster oder zweiter Klasse. Zur Verleihung des von Ramcke für Lepkowski beantragten Eichenlaubs kam es nicht mehr. Lepkowski wurde aber nach diesem Erfolg von General Ramcke zum Oberleutnant befördert.
In den letzten Tagen der Kämpfe um Brest wurde er am 13. September 1944 schwerstverwundet, wobei er ein Auge verlor. Zunächst wurde er für tot gehalten und auf einen Leichenberg mit gefallenen Wehrmachtssoldaten gelegt, doch stellte der Oberstabsarzt Marquard noch Lebenszeichen bei Lepkowski fest und ließ ihn ins Lazarett bringen, wo er fünf Tage bewusstlos war. Am 16. September wurde ein halber Liter blutiger Körperflüssigkeit aus seinen Lungen gepumpt. Der Festungskommandant General Ramcke besuchte ihn am 19. September. Am 20. September kapitulierte die Festung Brest. Lepkowski verbrachte als Kriegsgefangener viele Monate in einem Lazarett der US Army in den Vereinigten Staaten, ohne zu genesen. Etwa ein Jahr nach seiner Verwundung entschied ein US-amerikanischer Chirurg, den Brustkorb zu öffnen, wo er im linken Vorhof des Herzens einen kleinen Granatsplitter fand und entfernte. Erst jetzt besserte sich Lepkowskis Zustand rasch. Im September 1945 wurde Lepkowski als Schwerversehrter mit sechzigprozentiger Behinderung aus der Gefangenschaft entlassen.

### Nachkriegszeit und eigene Familie
Nach dem Zweiten Weltkrieg zog Lepkowski nach Burg auf Fehmarn, wo er am 25. Januar 1946 seine Frau Rosmarie heiratete, die er 1940 in Wittstock an der Dosse kennen gelernt hatte. Aus der Ehe gingen zwei Söhne und eine Tochter hervor. Lepkowski baute einen kleinen Handwerksbetrieb auf, in dem er unter anderem Lampen und Holzteller herstellte. Da der Markt auf der Insel Fehmarn kein ausreichendes Auskommen bot, zog Lepkowski bald mit seiner Familie ins niedersächsische Gifhorn, wo er sich in einer gepachteten Baracke mit der Herstellung von Stempelgriffen, Paketknebeln, Zeitungshaltern und Kunststoffrädchen für Spielzeug über Wasser hielt. Größeren Erfolg erzielte er mit einem selbst entwickelten platzsparenden Schuhregal, das er patentieren ließ.
Darüber hinaus arbeitete Lepkowski in der Landsmannschaft Ostpreußen mit, in deren Gifhorner Gruppe er zum Ersten Vorsitzenden gewählt wurde. Zu den von ihm organisierten Heimatabenden kam unter anderen Agnes Miegel für eine Literaturlesung.

### Bundeswehr
Seit 1960 diente Lepkowski als Oberleutnant in der Bundeswehr.
Lepkowski stellte 1964 mit 45 Jahren durch einen nächtlichen Sprung aus über 8000 Metern Höhe über dem Flugplatz Ahlhorn einen Weltrekord im Fallschirm-Nachtsprung auf. Beim Absprung herrschte eine Temperatur von −35 °C. Lepkowski ließ sich 7500 m frei fallen, wobei er eine Freifallgeschwindigkeit von 50 m/s (180 km/h) erreichte. Das Blaulicht eines Fahrzeugs diente ihm als Zielpunkt, dabei fiel er durch eine Eiswolke, so dass seine Sprungbrille vereiste und er 4000 m ohne Sicht fiel. Nach 150 Sekunden Freifall öffnete er in rund 500 m Höhe den Fallschirm.
Insgesamt führte Lepkowski in seiner Dienstzeit bei der Bundeswehr fast 500 Fallschirmsprünge durch. Am 31. Dezember 1974 trat er als Oberstleutnant in den Ruhestand. Er starb bereits am 31. Mai 1975 im Alter von 55 Jahren.

## Rezeption
Erich Lepkowskis Weltrekord im Fallschirm-Nachtsprung 1964 sorgte weltweit für Schlagzeilen. Nach Felix Baumgartners Rekordsprung aus 39.000 Metern Höhe wurde in der Aller-Zeitung vom 15. Oktober 2012 an die einstigen Rekordsprünge des als Draufgänger geschilderten Fallschirmjägers Lepkowski erinnert.

## Auszeichnungen
- Ritterkreuz des Eisernen Kreuzes als Leutnant am 8. August 1944
- Deutsches Kreuz in Gold am 25. Dezember 1943 als Leutnant
- Eisernes Kreuz (1939)
  - I. Klasse am 27. Oktober 1942
  - II. Klasse am 28. Juni 1941
- Erdkampfabzeichen der Luftwaffe 1942
- Fallschirmschützenabzeichen der Luftwaffe 1940
- Verwundetenabzeichen in Silber 1944